# 耶内尔·佩尔松
耶内尔·佩尔松（瑞典語：Gehnäll Persson，1910年8月21日—1976年7月16日），瑞典男子马术运动员。他曾代表瑞典参加1948年、1952年和1956年夏季奥林匹克运动会马术比赛，共获得二枚金牌。